# Festivalul Chaplin
Festivalul Chaplin (The Charlie Chaplin Festival) este un film antologie de comedie din 1941. Este format din patru filme mute alb-negru de scurtmetraj regizate de Charlie Chaplin în 1917 pentru Mutual Film: Charlot evadat (The Adventurer), Charlot la băi (The Cure), Charlot polițist  (Easy Street) și Emigrantul, toate prezentate cu muzică și efecte sonore.

## Prezentare

### Charlot la băi
Charlot este un bețiv care merge la băi pentru a se vindeca de acest nărav. Ușile rotative pot uneori să creeze dificultăți: Charlot riscă decapitarea rămânând blocat cu capul în ușă, iar o altă persoană mai solidă, cu un picior bandajat, riscă să rămână fără picior în timp ce Charlot încearcă să iasă dintre uși.

## Distribuție

### Charlot evadat
- Charlie Chaplin - The Convict
- Edna Purviance - The Girl
- Eric Campbell - The Suitor
- Henry Bergman - The Father
- Albert Austin - The Butler
- Marta Golden - The Girl's Mother
- May White - Lady

### Charlot la băi
- Charlie Chaplin - Alcolicul
- Edna Purviance - Fata (The Girl)
- Eric Campbell - Bărbatul cu artrită
- Henry Berhman - masorul
- John Rand - îngrijitor la sanatoriu
- James T. Kelley - îngrijitor la sanatoriu
- Albert Austin - îngrijitor la sanatoriu
- Frank J, Coleman - șeful sanatoriului

### Charlot polițist
- Charlie Chaplin - The Derelict
- Edna Purviance - The Mission Worker
- Eric Campbell - The Bully
- Albert Austin - Minister/Policeman
- Lloyd Bacon - Drug Addict
- Henry Bergman - Anarchist
- Frank J. Coleman - Policeman
- William Gillespie - Heroin addict
- James T. Kelley - Mission Visitor/Policeman
- Charlotte Mineau - Big Eric's Wife
- John Rand - Mission Tramp/Policeman
- Janet Miller Sully - Mother in Mission
- Loyal Underwood - Small Father/Policeman
- Erich von Stroheim Jr. - Baby
- Leo White - Policeman (nemenționat)
- Tom Wood - Chief of Police (nemenționat)

### Emigrantul
- Charles Chaplin - Immigrant
- Edna Purviance - Immigrant
- Eric Campbell - The head waiter
- Albert Austin - Seasick immigrant / A diner
- Henry Bergman - The artist
- Kitty Bradbury - The Mother
- Frank J. Coleman - The cheater on the boat / Restaurant Owner
- Tom Harrington - Marriage Registrar
- James T. Kelley - Shabby Man in Restaurant
- John Rand - Tipsy Diner Who Cannot Pay

## Legături externe
- Festivalul Chaplin la IMDb.com

## Vezi și
- Listă de filme străine până în 1989